# Haematomyzus hopkinsi
Haematomyzus hopkinsi är en insektsart som beskrevs av Clay 1963. Haematomyzus hopkinsi ingår i släktet Haematomyzus och familjen Haematomyzidae. Inga underarter finns listade i Catalogue of Life.